# عملية آساف
عملية آساف ( (بالعبرية: מִבְצָע אָסָף‏)، Mivtza Asaf ) كانت عملية للجيش الإسرائيلي ضد الجيش المصري، في 5 ديسمبر - 7 ديسمبر 1948، أثناء الحرب العربية الإسرائيلية عام 1948. نجحت هذه العملية، وكان الهدف منها السيطرة على صحراء النقب الغربي. تعتبر عملية آساف عملية صغيرة، تم تنفيذها بين عمليتين تُعَدّان أكبر في ذلك المسرح، عملية يوآف وعملية حوريف.

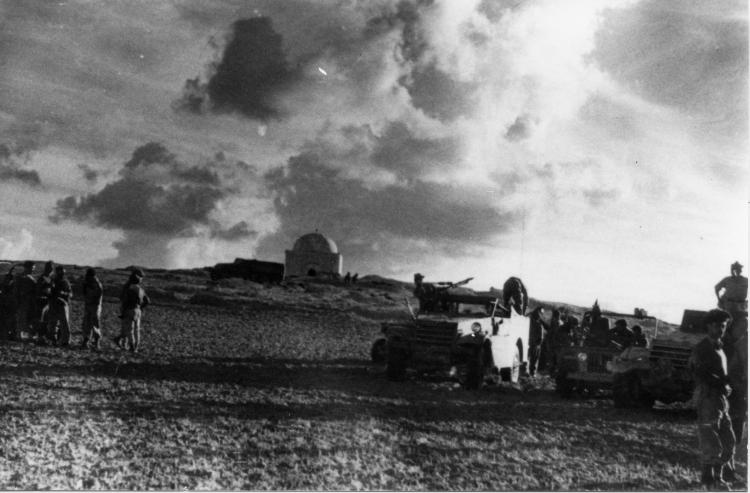
الشيخ نوران بعد احتلاله من قبل الجيش الإسرائيلي خلال عملية عساف، ديسمبر 1948

## خلفية

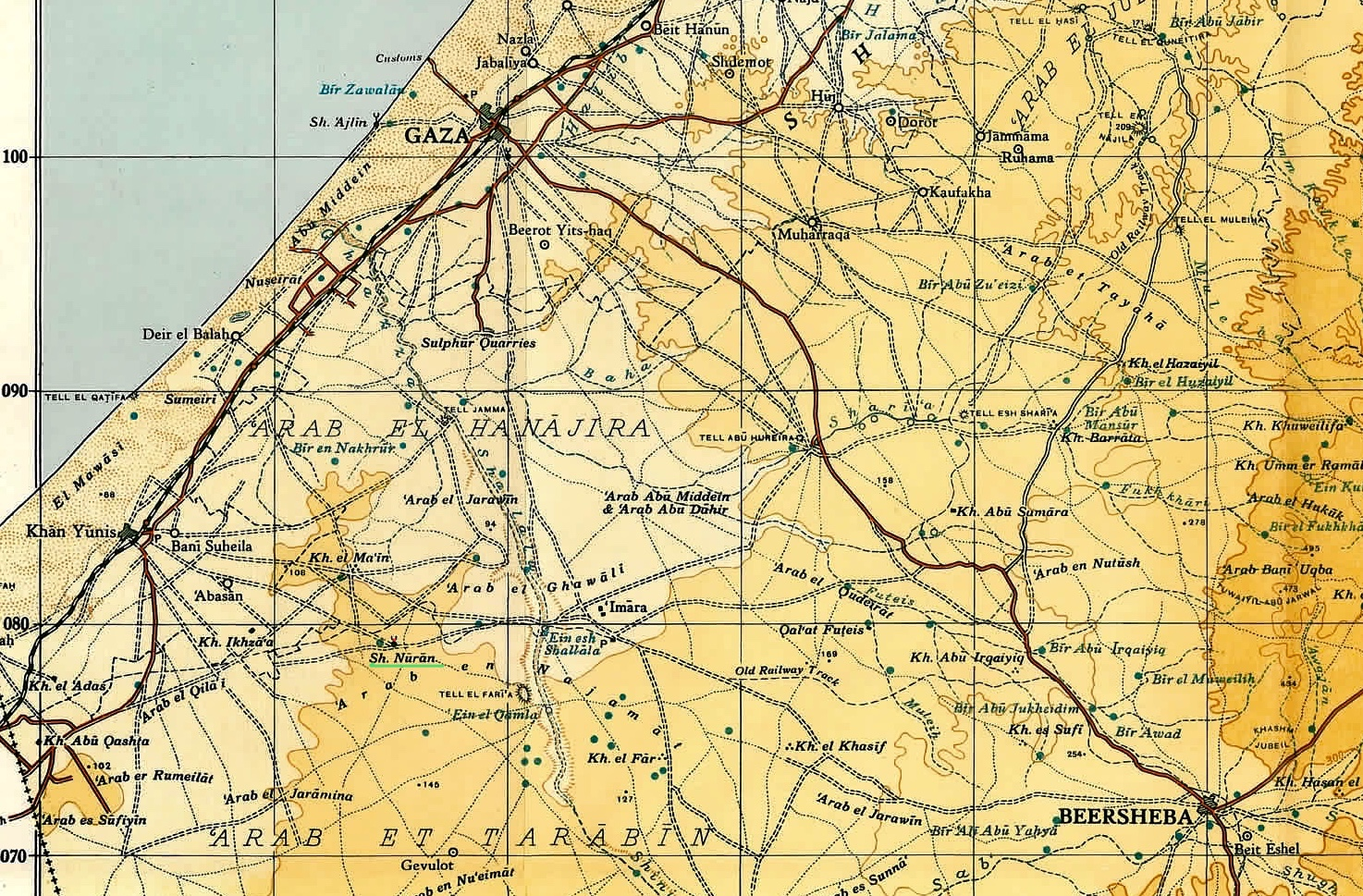
الشيخ نوران، 1945

بعد عملية يوآف، حاول الجيش المصري تثبيت خط دفاعي بين ذراعيه في الأراضي المسيطر عليها في النقب، على طول طريق بئر السبع - غزة. مع تكثيف جهود السلام الدولية، شعر الطرفان أن الحرب تقترب من نهايتها، ومثل هذا الخط الدفاعي القوي من شأنه ان يساعد مصر على المطالبة بغالبية مناطق النقب الغربية والجنوبية، يتضمن ذلك بعض المستوطنات الإسرائيلية.
أرادت إسرائيل فصل الذراعين المصريين قبل أن يقوم المصريون ببناء تحصينات قوية على طول خط الدفاع الجديد. لذلك، تم التخطيط لعملية آساف وتنفيذها بدءاً من 5 ديسمبر، وذلك بعد أسبوعين فقط من انتهاء عملية يوآف. تم نقل وحدات الجيش الإسرائيلي عبر بئر السبع التي تم الاستيلاء عليها حديثًا إلى الجناح الجنوبي (الخلفي) للجيش المصري، وهاجموا شمالًا (توقع المصريون هجمات من الشمال والشرق). جاءت هذه الخطوة بهدف مفاجأة المدافعين.

## القوات المشاركة
نُفِّذت العملية بشكل أساسي من قبل قوات كتيبة جدعون التابعة لواء غولاني، والتي نفذّت بهذا، اول عملية لها جنوبي إسرائيل أو في منطقة صحراوية منبسطة (عادة ما تتمركز كتيبة غولاني في منطقة الجليل الأعلى الخصبة والتلال، بالقرب من مرتفعات الجولان (التي سميت نسبة لها). بالإضافة إلى ذلك، شارك كل من الكتيبة الهجومية وناقلات الجند من الكتيبة المدرعة; وكلاهما من اللواء المدرع الثامن، في هذا القتال. وانضم للمساعدة ايضا عدد من بطاريات المدفعية والهاون.
الهجمات الرئيسية في هذه العملية، نُفّذت بواسطة القوات الآلية، بينما جاءت مشاة جولاني في الموجة الثانية لتطهير المواقع المستولى عليها حديثًا والدفاع عنها.

## المراحل التنفيذية
سارت المرحلة الأولى وفقًا للخطة، حيث قامت قوات الجيش الإسرائيلي بالاستيلاء على ثلاثة مواقع مصرية مهمة، وقد تم ذلك دون قتال كبير أو إصابات، في اليوم الأول للعملية (5 كانون الأول - ديسمبر 1948).
تم خلال المرحلة الثانية، التي نفذت في اليوم التالي (6 كانون الأول 1948)، الاستيلاء على موقع مهم آخر، وبذلك كان قد تم تنفيذ جميع اهداف العملية. واجه الإسرائيليون ايضا مقاومة أقوى في موقع آخر (لم يتم الاستيلاء عليه) واضطروا إلى وقف تقدمهم عندما ضربوا حقل ألغام في موقع آخر.
في نفس اليوم، هاجم المصريون المواقع التي تم الاستيلاء عليها من مواقعهم الرئيسية في الغرب بكتيبة مشاة وسرية دبابات وبعض المدفعيات الدقيقة. اقترب الهجوم من تخطّي المدافعين الإسرائيليين، لكنه انقطع عند غسق ذلك اليوم. تبين لاحقا، ان هذا الهجوم كان اول عمل قتالي لكتيبة الدبابات المصرية، التي وصلت من مصر قبل أسبوعين فقط. كان قد فُقِدَ في ذلك اليوم 5 دبابات من أصل 12 دبابة مٌهاجِمَة (عدد الضحايا غير معروف). وأسفر الهجوم المضاد عن مقتل خمسة إسرائيليين وجرح 28.
استعدّ المصريون لمواصلة الهجوم المضاد بعد ظهر اليوم التالي (7 ديسمبر). لكن استطاعت اسرائيل من خلال استطلاع لسلاح الجو الإسرائيلي كشف تلك الاستعدادات المصرية في الصباح. وعقب ذلك، أُرسلت الكتيبة الهجومية الإسرائيلية إلى الجناح الشمالي (الأيسر) لمصر وقامت باقتحام قواتها جنوبًا، ومطاردة المصريين المنسحبين غربًا، وتوقفت في النهاية في مواجهة المواقع المصرية القوية المضادة للدبابات. ووردت أنباء عن مقتل مائة جندي مصري في أعقاب الهجوم؛ أصيب الإسرائيليون بجروح ولم يقتل أحد.
وفي الأسبوع التالي، مُشّطت حقول الألغام في المنطقة، وتم حفر تحصينات دفاعية، ومضايقة القوات المصرية المجاورة، قبل انسحابها من المنطقة استعدادًا لعملية حوريف.

## روابط خارجية
- https://web.archive.org/web/20031011172033/http://www.idf.il/english/organization/golani/golani.stm